# Улица Петра Смоличева (Чернигов)
Улица Петра Смоличева (укр. Вулиця Петра Смолічева) — улица в Деснянском районе города Чернигова, исторически сложившаяся местность (район) Бобровицкий жилой массив. Пролегает от улицы Владимира Коваленко (Генерала Пухова) до улицы Кольцевая. 
Примыкают улицы Бобровицкая, Всеволода Ганцова.

## История
Переулок проложен после Великой Отечественной войны. В 1960 году с переименованием Октябрьской улицы — в честь Октябрьской революции — получил название Октябрьский переулок.
12 февраля 2016 года переулок был преобразован в улицу с современным названием — в честь украинского советского археолога Петра Ивановича Смоличева, согласно Распоряжению городского главы В. А. Атрошенко Черниговского городского совета № 46-р «Про переименование улиц города» («Про перейменування вулиць міста»)

## Застройка
Улица пролегает в северо-восточном направлении — параллельно улицам Новосёлов и Защитников Украины. Большая часть улицы занята застройкой других улиц (Бобровицкая, Всеволода Ганцова и Защитников Украины). К улице относятся два дома — №№ 12 и 10 соответственно усадебный дом и нежилое здание (непродовольственный магазин).
Учреждения: нет. 